# Morehead, Kentucky
Morehead är administrativ huvudort i Rowan County i Kentucky och säte för Morehead State University. Orten har fått sitt namn efter James Turner Morehead som var Kentuckys guvernör 1834–1836. Enligt 2010 års folkräkning hade Morehead 6 845 invånare.